# 胡雪桦
胡雪桦（1961年—），上海人，中国戏剧和影视导演，上海戏剧学院电影电视学院院长、教授。中国戏剧家胡伟民长子，导演胡雪杨的兄弟。

## 生平
先后获得纽约大学电影导演硕士学位、夏威夷大学导演博士学位。2005年回国成立“胡氏文化传媒”。
2009年－2010年，他应上海“艺术人文”频道邀请，主持中国唯一电影评论节目“光影随行，‘胡’说电影”。
他创立了”上海米亚MIA艺术中心“，研究数字影像在球幕空间的电影戏剧和高科技融合艺术。

## 头衔
- “东方学者”
- “千人计划上海特聘专家”
- 美国电影协会、戏剧工会会员
- 纽约YI剧院董事
- 上海文化基金会特约专家

## 电影作品
- 《兰陵王》（1995年）
- 《喜马拉雅王子》（2006年）
- 《神奇》（2013年） 获得澳门国际电影节最佳影片金莲花大奖、中美电影节最佳影片
- 《上海王》（2017年） 获得中美电影节最佳影片、最佳导演

## 其他作品
- 执导话剧《兰陵传奇》
- 执导的现代芭蕾舞剧《莎士比亚和他的女人》（侯宏澜主演）和舞台版《喜玛拉亚王子》
- 执导电视剧《战北平》